# Берен Саат
Берен Саат (на турски: Beren Saat) е турска актриса, отличена с много престижни награди. Удостоена е три пъти със „Златната пеперуда“ (Altın Kelebek). Известна е с ролята си на Бихтер в сериала „Aşk-ı Memnu“ , в България известен със заглавието „Забраненият плод“. Позната е и с ролята си на Фатмагюл от сериала „Fatmagül'ün Suçu Ne?“ , в България познат под заглавието „Пепел от рози“. През 2013 г. участва в турската версия „İntikam“  на сериала „Отмъщението“, излъчен в България със заглавието „Спасението“. През 2013 г. е избрана за жена на годината от GQ. В открития през 2016 г. музей на Мадам Тюсо в Истанбул, единствената восъчна фигура на турска актриса е на Берен Саат.

## Биография
Берен Саат е родена на 26 февруари 1984 г. в Анкара, Турция, в семейството на Айла и Хюсеин Авни Саат. Родителите ѝ са завършили спортната академия. Берен има брат на име Джем. Саат израства в Анкара, където завършва основно и средно образование. Учи в колежа „TED“ и продължава образованието си в Başkent University със специалност бизнес администрация.
Берен посещава уроци по латино танци. Приятелят ѝ, Ефе Гюрай, я подтиква да се яви на телевизионното състезание „Звездите на Турция“ (Türkiye'nin Yıldızları). По време на състезанието и със спечелване на второто място, Берен е забелязана от Томрис Гиритлиоглу – продуцент, режисьор и сценарист, и това бележи началото на кариерата ѝ. 
Години по-късно през 2016 г., на 27-ия филмов фестивал в Анкара, Берен Саат, вече като утвърдена актриса, връчва специалната награда на Томрис Гиритлиоглу. 

## Кариера
През 2004 г. Берен играе ролята на Нермин в сериала „Смърт има в любовта ни“ (Aşkımızda Ölüm Var). През 2005 г. изпълнява главната женска роля на Зилян в сериала „Щастливи заедно“ (Aşka Sürgün) , който е продуциран от Томрис Гиритлиоглу и Махсун Кърмъзъгюл . Сериалът е излъчен в България  В периода 2006 – 2008 г. Берен Саат пресъздава образа на Ясемин в популярния сериал „Спомни си любима“ (Hatırla Sevgili), където си партнира с Джансел Елчин и Окан Ялабък  Сериите се фокусират върху политическите събития, настъпили през периода 1950 – 1980 г., а Саат постига голям успех и национална слава по време на излъчването му. През 2007 г. се появява като гостуваща актриса в 121-ви епизод на сериала „Европейска страна“ (Avrupa Yakası).
През 2008 г. Берен започва снимките на първия си филм, в който изпълнява ролята на Елена. Филмът, със заглавие „Мъките на есента“ (Güz Sancısı), е на режисьорката Томрис Гиритлиоглу и Саат си партнира с Мурат Йълдъръм, Окан Ялабък, Белчим Билгин. Премиерата е през януари 2009 г.
По-късно през същата година Берен се снима в ролята на Гедже, във филма „Крилете на нощта“ (Gecenin Kanatları) на режисьора Сердар Акарпо и по сценарий на Махсун Кърмъзъгюл. Партньори на Саат са Мурат Юналмъш, Еркан Петеккая и Явуз Бингьол. След завършването на снимките, има дълга дискусия, дали да бъдат излъчени, или не, някои кадри между Берен и Мурат Юналмъш. По-късно точно тези кадри са включени в трейлъра, което довежда до недоволството на Саат. Тя не присъства през декември 2009 г. на премиерата на филма, а по-късно съди продуцента. През 2013 г. се отказа от делото. 
От 2008 до 2010 г. Берен Саат се снима в сериала „Забраненият плод“ (Aşk-ı Memnu) в ролята на Бихтер заедно с Къванч Татлъту, Селчук Йонтем, Небахат Чехре и Хазал Кая. Сериалът е най-гледаният в историята на турските продукции. По време на излъчването му, поредицата става обект на наблюдение и санкциониране от медийната комисия RTÜK и дори е отхвърлена от някои министри. Епизодът, в който героинята ѝ се самоубива, достига 73,7 милиона гледания и чупи всички рекорди, като трима от всеки четирима зрителни е гледал серията. За ролята ѝ, Селда Алкор казва: „Поздравявам Берен Саат за успешната игра, справи се невероятно. Тя се справи толкова добре с ролята, че вярвам, че ще се превърне в една от най-важните актриси в индустрията“.  Сериалът започва да се излъчва по целия свят и Саат печели международна известност, особено в Близкия изток, Америка и Европа.  След ролята си в този сериал Берен постига голям успех и в Египет, където искат да направят документален филм за актрисата. Филмът е направен и зрителите получават подробна информация за Саат. През 2010 г. Берен е избрана от Центъра за наблюдение на медиите за най-добра актриса, която е участвала в най-популярния сериал през годината, както и за актриса на годината. Относно героинята си в „Забраненият плод“, Берен казва: „Сценаристите ми помогнаха много за характера на героинята ми.“. За ролята на Бихтер, Берен Саат печели в две поредни години, 2009 и 2010, най-престижната награда „Златната пеперуда“ за най-добра актриса.
През 2010 г. актрисата озвучава Барби в турската версия на „Играта на играчките 3“. През лятото на 2010 и 2011 г. става лице на марката чипс „Patos“ и участва в много реклами за нея. Продажбите на чипса са се увеличили с 45%. 
В периода 2010 – 2012 г. Берен Саат изпълнява главната роля на Фатмагюл в сериала „Каква е вината на Фатмагюл?“ (Fatmagül'ün Suçu Ne?). Поредицата е на режисьорката Хилал Сарал, а сценарият е написан от Едже Йоренч и Мелек Генчоулу. Саат си партнира с Енгин Акюрек, познат ѝ от конкурса „Звездите на Турция“, както и със Сумру Яврочук, Муса Узунлар, Сердар Гьокхан и Дениз Тюркали. Сцената на изнасилването на героинята ѝ в първи епизод се обсъжда още преди да е излъчена серията. При заснемането Саат получава специална помощ и силна подкрепа от приятелите и колегите си за тази сцена. Серията се приема добре от зрителите и има един от най-високите рейтинги в последните години. Въпреки това се правят опити да бъде прекъснат сериалът, а по-късно започва и кампания да се спре излъчването. Това само активира още повече женските организации. Отрива се подписка в защита на поредицата. Няколко депутати от Бундесрата на Германия, излизат с декларация, която подкрепя сериала, заради акцента върху правата на жените.  Сериалът започва да се излъчва и в други държави и Берен се появява на кориците на популярните им списания. След ролята на Фатмагюл, уебсайт публикува видеоигра с Берен, като главен герой. Това става една от най-играните игри за момента.  С ролята си на Фатмагюл, Берен става изключително популярна, печели много награди, но остава само с номинации за „Най-добра актриса в драматичен сериал“ на фестивала в Анталия – Antalya Televizyon Ödülleri, като и на фестивала в Сеул – Seoul International Drama Awards.
През 2011 г. Саат става рекламно лице на „Rexona“.  През 2012 г. Берен Саат се снима в третия си филм „Сезонът на носорозите“ (Gergedan Mevsimi – Rhino Season)  в ролята на Бусе. Партнира си с Йълмаз Ердоган, Бехруз Восуги, Моника Белучи, Джанер Джиндорук, Белчим Билгин и Араш.  Световната премиера на филма е на Международния филмов фестивал в Торонто на 12 септември 2012 г.
През септември същата година Берен озвучава Мерида в турската версия на „Храбро сърце“. В края на 2012 г. Берен  започва снимките на сериала „Отмъщението“ (Intikam) , който е адаптация по американския Revenge. Саат взима частни уроци, за да подобри бойните си способности за ролята. Тя си партнира заедно с Мерт Фърат, Енгин Хепилери, Неджат Ишлер, Зафер Алгьоз, Арзу Гамзе Кълънч и Йигит Йозшенер. Премиерата на сериала е през януари 2013, а Саат е в главната роля на Дерин Челик/ Ямур Йозден. Стилът ѝ на обличане за ролята е един от най-обсъжданите през актьорската ѝ кариера.
През лятото на 2013 г. Берен се снима в главната роля на Ела във филма „Моят свят“ (Benim Dünyam), който е адаптация на филма „Черно“. Партнира си с Уур Юджел, Айча Бингьол, Тургай Кантюрк и Хазар Ергючлю. Берен пресъздава образа на сляпо, глухо и нямо момиче. След ролята си американски уебсайт обявява Саат за една от „звездите“ в света и казва, че персонажите, които са показани във филма, са пресъздадени по-добре, отколкото в оригиналната версия на филма. 
През 2013 г. Берен става лице на марката „Duru Perfume Duş Jeli“ и се снима в рекламния филм. През март 2014 г. излиза и документалния филм „Късмет“ (Kismet) с участието на Берен Саат. През 2014 г. е обявено, че заснемането на „Великолепният век: Кьосем“ (Muhteşem Yüzyıl Kösem) ще започне през септември 2015 г. Спрягат се имената на няколко актриси за главната роля, но продуцентът Тимур Савджъ опровергава тези твърдения и заявява, че човекът, който е избран за ролята, ще остане необявен. През юни 2015 г. става известно, че главната роля ще бъде изиграна от Берен Саат. Тя се появява в сериала в седми епизод – по турската номерация на епизодите – по българската – дванайсети. Саат пресъздава в първи сезон на поредицата образа на Кьосем Султан, която е единствената жена управлявала самостоятелно Османската империя. Партнира си с Екин Коч, Хюлия Авшар, Мете Хорозоулу, Тюлин Йозен, Аслъхан Гюрбюз, Кадир Доулу, Боран Кузум, Йойкю Карайел, Вилдан Атасевер, Еркан Колчак Кюстендил.
През юли 2015 г., Берен Саат се появява в рекламен филм за „Arçelik“.  Същия месец озвучава Скарлет Овъркил в турската версия на „Миньоните“. През септември 2015 г. е премиерата на филма. 
През 2019 г., Берен Саат започва снимки отново в главна роля. В драмата-мистерия Берен ще пресъздаде образа на Атийе в поредицата „Дар“ (Atiye / The Gift), продукция на Netflix. 

## Личен живот
По признание на самата Берен Саат, в живота ѝ е имало една голяма любов – Ефе, с когото тя се е срещала три години и той я е подтикнал към кариерата на актриса. 2004 г. Ефе умира след инцидент.
На 23 февруари 2014 г. Берен се сгодява за известния турски певец Кенан Догулу в Истанбул. На 29 юли 2014 г. се женят в Лос Анджелис. 

## Социални проекти и гражданска активност
Берен Саат защитава правата на жените и особено на претърпели насилие. От 2010 г. Саат подкрепя фондация за подслон на жени и деца „Лилав покрив“  През 2011 г. става лице на марката „Rexona“ и дарява всички 100 000 турски лири, които е спечелила, на „Mor Çatı“.
От 2010 г. Берен се включва в кампанията на фондация LÖSEV (Lösemili Çocuklar Sağlık ve Eğitim Vakfı) и помага на децата, страдащи от левкемия. Берен участва и в специалната програма, подпомагаща децата с аутизъм. През 2012 г. тя проектира тениски за списание „Elle“ с лицето си на тях, а голяма част от парите дарява на „Nar Taneleri Projesi“, благотворителност, която обучава млади осиротели момичета между 18 и 24 години.
През декември същата година се появява на календар с момиче, страдащо от левкемия, с костюм на Снежанка и спечелените пари са дарени на фондацията LÖSEV. По-късно Берен подкрепя проект, организиран от Европейския съюз и Министерството на образованието на Афганистан, за здравословно раждане на жените в Афганистан.
През 2014 г. Берен се снима в подкрепа правата на жените в документалния филм „Късмет“, който показва, как турските сериали разрушават табута и помагат на жените да преобразят своя живот. През септември 2014 г. Саат озвучава филм, подкрепящ момичетата в кампанията „Татко изпрати ме на училище“.
За кампанията „Информираност за рака на гърдата“ през октомври 2014 г., Саат се появява на Abdi İpekçi Arena и представя символичен скок с топка по време на баскетболно състезание. През същия месец, заедно с други известни личности, участва в програмата „Gençliğe Hitabe“ за преодоляване на слухови увреждания с помощта на жестомимичен език.
Берен реагира на убийството на Йозгеджан Аслан, като публикува съобщения в социалните си акаунти. През юни 2017 г. едва сдържа сълзите си при специалната среща със своя почитателка, която е инвалид.

## Филмография

### Филми
| Година | Заглавие              | Роля                   |
| ------ | --------------------- | ---------------------- |
| 2009   | Мъките на есента      | Елена                  |
| 2009   | Крилете на нощта      | Гедже                  |
| 2010   | Играта на играчките 3 | Барби (глас)           |
| 2012   | Сезонът на носорозите | Бусе                   |
| 2012   | Храбро сърце          | Мерида (глас)          |
| 2013   | Моят свят             | Ела Баяндър            |
| 2014   | Късмет (документален) | себе си                |
| 2015   | Миньоните             | Скарлет Овъркил (глас) |

### Телевизия
| Година      | Заглавие                  | Роля                    |
| ----------- | ------------------------- | ----------------------- |
| 2004        | Смърт има в любовта ни    | Нермин                  |
| 2005 – 2006 | Щастливи заедно           | Зилян Шахвар Азизоолу   |
| 2006 – 2008 | Спомни си любима          | Ясемин Юнсал            |
| 2007        | Европейска страна         | себе си                 |
| 2008 – 2010 | Забраненият плод          | Бихтер Йореоолу Зиягил  |
| 2010 – 2012 | Пепел от рози             | Фатмагюл Кетенджи Ългаз |
| 2013 – 2014 | Отмъщението               | Ямур Йозден/Дерин Челик |
| 2015 – 2016 | Великолепният век: Кьосем | Махпейкер Кьосем Султан |

### Интернет сериали
| 2019 – 2021 | Дар                            | Атийе Йозгюрсой |
| 2020        | Нощ на земята                  | Себе си         |
| 2023        | Последно повикване за Истанбул | Серин           |

### Реклами
| Година      | Продукт |
| ----------- | ------- |
| 2004 – 2005 | Tofita  |
| 2010 – 2011 | Rexona  |
| 2010 – 2011 | Patos   |
| 2013 – 2014 | Duru    |
| 2015 – 2016 | Arçelik |
| 2021        | BMW     |

## Награди
Берен Саат е отличена с много награди за най-добра актриса, за стил и за активна дейност в полза на обществото.
През 2017 г. Берен Саат е удостоена със „Златна пеперуда“ | „Altın Kelebek“ в категорията „Създатели на чудеса“ (Kendi Mucizesini Yaratanlar)
| Година | Награда                            | Категория                                       | Филм/Сериал                                               |
| ------ | ---------------------------------- | ----------------------------------------------- | --------------------------------------------------------- |
| 2008   | Altın Lale Güzel Sanatlar Ödülleri | Най-добра актриса                               | Спомни си любима                                          |
| 2009   | Kabataşlılar Derneği               | Най-добра актриса                               | Мъките на есента                                          |
| 2009   | Yıldız Teknik Üniversitesi         | Най-добра актриса                               | Забраненият плод                                          |
| 2009   | Beykent Üniversitesi               | Най-добра актриса                               | Забраненият плод                                          |
| 2009   | Altın Kelebek Ödülleri             | Най-добра актриса                               | Забраненият плод                                          |
| 2010   | Sinema Burda Festivali             | Най-добра млада актриса                         | Крилете на нощта                                          |
| 2010   | Elle Style Awards                  | Стил и актриса                                  |                                                           |
| 2010   | Ayaklı Gazete                      | Най-добра актриса в драматичен сериал           | Забраненият плод                                          |
| 2010   | Türkiye Konuşuyor Dergisi          | Най-добра актриса                               | Забраненият плод                                          |
| 2010   | Kadir Has Üniversitesi             | Най-добра актриса                               | Забраненият плод                                          |
| 2010   | Galatasaray Üniversitesi           | Най-добра актриса                               | Забраненият плод                                          |
| 2010   | Marmara Üniversitesi               | Най-добра актриса                               | Забраненият плод                                          |
| 2010   | Altın Kelebek Ödülleri             | Най-добра актриса                               | Забраненият плод                                          |
| 2011   | Yıldız Teknik Üniversitesi         | Най-добра актриса                               | Каква е вината на Фатмагюл?                               |
| 2011   | Doğuş Üniversitesi                 | Най-добра актриса                               | Каква е вината на Фатмагюл?                               |
| 2011   | Reklamcılar Derneği                | Най-добра актриса                               | Каква е вината на Фатмагюл?                               |
| 2011   | 2. Quality Magazin Ödülleri        | Най-добра актриса                               | Каква е вината на Фатмагюл?                               |
| 2011   | Esenler Belediyesi                 | Най-добра актриса                               | Каква е вината на Фатмагюл?                               |
| 2011   | Dumlupınar Üniversitesi            | Най-добра актриса                               | Каква е вината на Фатмагюл?                               |
| 2012   | Kadir Has Üniversitesi             | Най-добра актриса                               | Каква е вината на Фатмагюл?                               |
| 2012   | Ayaklı Gazete                      | Най-добра актриса                               | Каква е вината на Фатмагюл?                               |
| 2012   | Haydarpaşa Lisesi                  | Топ актриса                                     | Каква е вината на Фатмагюл?                               |
| 2012   | 11.ROTABEST Ödülleri               | Най-добра актриса                               | Каква е вината на Фатмагюл?                               |
| 2012   | 25.Uluslararası Tüketici Zirvesi   | Най-добра актриса                               | Каква е вината на Фатмагюл?                               |
| 2012   | Şişli Meslek Yüksekokulu           | Най-добра актриса                               | Каква е вината на Фатмагюл?                               |
| 2013   | Bilkent Üniversitesi               | Най-добра актриса                               | Каква е вината на Фатмагюл?                               |
| 2013   | TUROB                              | Благодарна награда                              | Забраненият плод                                          |
| 2013   | GQ Dergisi                         | Жена на годината                                |                                                           |
| 2014   | Milliyet Sanat Dergisi             | Най-добра актриса                               | Моят свят                                                 |
| 2014   | Yıldız Teknik Üniversitesi         | Най-добра филмова актриса                       | Моят свят                                                 |
| 2014   | İstanbul Teknik Üniversitesi       | Най-успешна актриса                             | Моят свят                                                 |
| 2014   | Siyaset Dergisi Ödülleri           | Кино-актриса на годината                        | Моят свят                                                 |
| 2014   | Premio Apes                        | Най-добра интернационална актриса               | Каква е вината на Фатмагюл? Забраненият плод              |
| 2015   | Haliç Üniversitesi Yılın Enleri    | Най-добра реклама (с Кенан Доулу)               | Arçelik                                                   |
| 2016   | 16.Murexdor Ödülleri               | Най-добра чуждестранна актриса                  | Великолепният век: Кьосем                                 |
| 2017   | Ulusal Duruş Onur Ödülü            | Специална награда за чест                       | За цялостна дейност                                       |
| 2017   | Istanbul Kültür University         | Най-чувствена, най-изтънчена, най-нежна актриса | За цялостно творчество                                    |
| 2017   | Okan Üniversitesi                  | Специална награда                               | За активна гражданска позиция, съчувствие и съпричастност |
| 2017   | Altın Kelebek Ödülleri             | Създател на чудеса (Специална награда)          | За цялостно творчество                                    |
| 2019   | Yıldız Teknik Üniversitesi         | Специална награда за чест                       | За цялостна дейност                                       |
| 2024   | Yıldız Teknik Üniversitesi         | Най-добра филмова актриса                       | Последно повикване за Инстанбул                           |
| 2024   | İTÜ EMÖS Başarı Ödülleri           | Най-успешна филмова актриса                     | Последно повикване за Инстанбул                           |